# Puente Internacional Simón Bolívar
El Puente Internacional Simón Bolívar es la principal vía terrestre que comunica a Colombia con Venezuela.  Se levanta sobre el río Táchira, que en ese tramo de su curso marca la frontera entre ambas naciones. La estructura es compartida por ambos países. Tiene 315 metros de largo, 2 carriles y un ancho de 7,3 metros; y fue llamado así en honor al prócer sudamericano Simón Bolívar.
Esta estructura tiene una gran importancia económica para ambas naciones, pues a través de él pasan el 80 % de las exportaciones procedentes de la nación colombiana con destino a la nación venezolana.
El puente interconecta a las ciudades colombianas de Cúcuta y Villa del Rosario, en el departamento de Norte de Santander, con las ciudades venezolanas de San Antonio y San Cristóbal del Estado Táchira.

## Historia
En 1919 se construyó el puente original, en ese entonces su presidente el General Juan Vicente Gómez, quien, esmerado por esta obra según sus propias palabras, "Uniría los países como un gaje de cordialidad que realiza con la nación hermana. Uno de los ideales del Libertador Simón Bolívar y que sería el férreo eslabón que conservará unido para siempre los dos pueblos de aquel genio y la misma lucha gloriosa de la independencia". El presidente de Colombia en esa época era el político Marco Fidel Suarez.
En 1962 se inaugura el actual puente internacional durante los periodos presidenciales de Rómulo Betancourt (Venezuela) y Alberto Lleras Camargo (Colombia).
En 2015, el presidente venezolano Nicolás Maduro cerró el puente al tráfico vehicular. El puente se hizo famoso durante la crisis venezolana de 2019 tanto por el éxodo de venezolanos a Colombia, como por su cierre por parte de Maduro en febrero de 2019 para impedir el ingreso de ayuda humanitaria. Desde 2022 se abrió el paso comercial entre ambas naciones.